# 박헌도
박헌도(朴憲道, 1987년 1월 1일~)는 대한민국의 야구인으로 선수 시절 KBO 리그의 팀인 넥센 히어로즈와 롯데 자이언츠 소속으로 외야수, 지명타자로 활동했다. 현재 자신의 이름을 딴 야구 교실을 운영하고 있다.

## 선수 시절

### 서울 히어로즈 시절
2009년 2차 4라운드에서 서울 히어로즈의 지명을 받고 입단하였다.

### 상무 야구단 시절
2009년 시즌이 끝난 후 2010년 군 복무를 위해 군인 야구팀인 상무 야구단에 입단하였다.

### 넥센 히어로즈 복귀
군 복무를 마친 후 2011년 말에 넥센 히어로즈로 복귀했다. 전역 후 1군에 출장했으나 7경기 동안 10타수 무안타에 그쳤다. 하지만 2군 경기에서는 92경기에 출전해 타율 0.329, 9홈런, 40타점을 기록하는 등 크게 활약했다.

### 롯데 자이언츠 시절
2015년 11월에 열린 2016년 KBO 리그 2차 드래프트에서 1라운드로 롯데 자이언츠의 지명을 받으며 이적하였다.
2018년 10월 24일에 방출를 통보를 받으며 팀을 떠났다.

## 야구선수 은퇴 후
2019년 1월 14일 자신의 인스타그램을 통해 은퇴를 선언했다. 은퇴 후에는 자신의 이름을 딴 야구 교실인 "박헌도 베이스볼 아카데미"을 열었으며 운영과 감독을 맡고 있다.

## 출신 학교
- 사파초등학교
- 신월중학교
- 마산용마고등학교
- 경성대학교

## 통산 기록
| 연도 | 팀명  | 타율  | 경기 | 타수 | 득점 | 안타 | 2루타 | 3루타 | 홈런 | 루타 | 타점 | 도루 | 도실 | 볼넷 | 사구 | 삼진 | 병살 | 실책 |
| ---- | ----- | ----- | ---- | ---- | ---- | ---- | ----- | ----- | ---- | ---- | ---- | ---- | ---- | ---- | ---- | ---- | ---- | ---- |
| 2011 | 넥센  | 0.000 | 7    | 10   | 0    | 0    | 0     | 0     | 0    | 0    | 0    | 0    | 0    | 1    | 0    | 4    | 1    | 0    |
| 2012 | 넥센  | 0.176 | 23   | 34   | 3    | 6    | 0     | 0     | 0    | 6    | 1    | 0    | 0    | 7    | 0    | 12   | 0    | 0    |
| 2013 | 넥센  | 0.083 | 9    | 12   | 0    | 1    | 1     | 0     | 0    | 2    | 0    | 0    | 0    | 1    | 0    | 6    | 0    | 0    |
| 2014 | 넥센  | 0.245 | 47   | 94   | 12   | 23   | 2     | 0     | 4    | 37   | 14   | 2    | 0    | 9    | 4    | 19   | 0    | 0    |
| 2015 | 넥센  | 0.248 | 108  | 218  | 31   | 54   | 13    | 0     | 8    | 91   | 42   | 0    | 2    | 37   | 7    | 52   | 6    | 0    |
| 2016 | 롯데  | 0.261 | 37   | 69   | 9    | 18   | 7     | 0     | 3    | 34   | 11   | 1    | 0    | 10   | 3    | 25   | 1    | 0    |
| 2017 | 롯데  | 0.257 | 56   | 113  | 19   | 29   | 4     | 0     | 4    | 45   | 13   | 0    | 0    | 14   | 3    | 27   | 3    | 2    |
| 2018 | 롯데  | 0.115 | 15   | 26   | 1    | 3    | 1     | 0     | 0    | 4    | 0    | 0    | 0    | 5    | 0    | 10   | 1    | 0    |
| 통산 | 8시즌 | 0.233 | 302  | 576  | 75   | 134  | 28    | 0     | 19   | 219  | 81   | 3    | 2    | 84   | 17   | 155  | 12   | 2    |